# 塔日干淖日
塔日干淖日，又名哈苏盖湖，是位于中国内蒙古自治区呼伦贝尔市新巴尔虎左旗塔日根诺尔苏木南部的一个湖泊。其位置约在东经118°27′，北纬48°10′。湖面海拔680米，面积达3.75平方公里。该湖的沉积物主要为芒硝和石盐。塔日干淖日在蒙古语中的意思是肥沃的泡子。